# Décembre 1920

## Événements
- Expédition de Rosita Forbes et de Ahmed Hassanein dans les oasis de Koufra, au sud de la Cyrénaïque.
- Le prix Nobel de la paix est attribué au Français Léon Bourgeois.
- Convention militaire franco-belge.
- Troisième Congrès islamo-chrétien de Haïfa, qui réclame l’arrêt du sionisme et l’indépendance d’un État arabe de Palestine sous l’influence britannique. Les Palestiniens abandonnent toute idée d’unité arabe et de Grande Syrie.
- Les partis socialistes juifs forment un syndicat confédéré, l’Histadrout qui devient rapidement le premier employeur de la population juive de Palestine.
- 1er décembre : Álvaro Obregón est élu président du Mexique.

- 2 décembre : l’Arménie orientale est envahie par l'Armée rouge.
- 3 décembre : l’Arménie orientale est proclamée République socialiste soviétique (RSS) sur l’initiative d’Anastase Mikoïan, un des dirigeants du mouvement révolutionnaire dans le Caucase. Seul le Zanguezour entre en dissidence sous la conduite du général Garéguine Njdeh sous le nom de République arménienne de la montagne.

- 4 décembre : décret transformant le territoire militaire du Niger en territoire du Niger. Le reste du haut Sénégal-Niger prend le nom de Soudan français avec Bamako comme capitale. Bamako, Kayes et Mopti sont érigées en communes mixes.

- 12 décembre : 
  - le pilote français Joseph Sadi-Lecointe bat le record de vitesse pure : 313,043 km/h sur un « Nieuport-Delage »;
  - premier vol de l'avion français Blériot-SPAD S.33.

- 16 décembre : un tremblement de terre de magnitude estimée à 8,5 fait 180 000 victimes dans le Gansu à la suite de glissements de terrain en Chine[1].

- 20 - 25 décembre : congrès de Tours : scission entre la SFIC (futur Parti communiste français), qui adhère à l’Internationale communiste, et la vieille SFIO.

- 23 décembre : Arturo Alessandri Palma est élu président du Chili (fin en 1924). Il parvient au pouvoir avec l’appui d’une alliance libérale composée de forces progressistes (Parti démocrate, Parti radical et Parti libéral) mais sans majorité au Congrès. Ses promesses électorales de réformes sociales ne peuvent être tenues et l’instabilité ministérielle est à son comble (18 gouvernements se succèdent entre 1920 et 1924).

## Naissances
- 3 décembre : Eduardo Francisco Pironio, cardinal argentin de la curie romaine († 5 février 1998).
- 4 décembre : Nadir Afonso, artiste peintre, architecte et théoricien de l'art portugais († 11 décembre 2013).
- 6 décembre : Dave Brubeck, pianiste de jazz américain († 5 décembre 2012).
- 7 décembre : Pereira da Silva, Manuel, sculpteur portugais († 2003).
- 9 décembre : Doug Serrurier, pilote automobile sud-africain († 3 juin 2006).
- 13 décembre : George P. Shultz, Ancien Secrétaire au Travail des États-Unis († 6 février 2021).
- 15 décembre : Albert Memmi, écrivain français d'origine judéo-tunisienne († 22 mai 2020).
- 15 décembre : Jean Broussolle, auteur-compositeur-interprète français, compagnon de la chanson 1952-1972 († 22 mars 1984).
- 21 décembre : 
  - Alicia Alonso, danseuse et chorégraphe cubaine († 17 octobre 2019).
  - Iris Cummings, nageuse américaine († 24 janvier 2025).
- 26 décembre : Maurice Gendron, violoncelliste français († 20 août 1990).
- 28 décembre : André Verchuren, accordéoniste français († 10 juillet 2013).
- 30 décembre : Jack Lord, acteur américain († 21 janvier 1998).
- 31 décembre : Jean Chabbert, évêque catholique français, archevêque émérite de Perpignan († 20 septembre 2016).

## Décès
- 12 décembre : Edward Gawler Prior, premier ministre de la Colombie-Britannique.
- 31 décembre : Albert Roelofs, peintre, aquafortiste, lithographe, dessinateur et aquarelliste néerlandais (° 5 septembre 1877).